# Воля (приток Волги)
Воля (Ермолинка) — река в России, протекает по Юрьевецкому району Ивановской области около города Юрьевец. Устье реки находится в 2360 км от устья Волги по правому берегу Горьковского водохранилища. Длина реки составляет 10 км.
Исток реки у деревни Пигарёво в 7 км к западу от города Юрьевец. Река течёт на восток, затем на юго-восток. Долина плотно заселена, на берегах реки расположены деревни Пигарево, Куретнево, Дворищи, Нестериха, Воля, Стогиха, Медведки, Лаврово, Калиньево, Бедрино, Романово, Воробьёво, Мохнево, Белоусиха. Впадает в Горьковское водохранилище у южных окраин города Юрьевец.

## Данные водного реестра
По данным государственного водного реестра России относится к Верхневолжскому бассейновому округу, водохозяйственный участок реки — Волга от города Кострома до Горьковского гидроузла (Горьковское водохранилище), без реки Унжа, речной подбассейн реки — Волга ниже Рыбинского водохранилища до впадения Оки. Речной бассейн реки — (Верхняя) Волга до Куйбышевского водохранилища (без бассейна Оки).
Код объекта в государственном водном реестре — 08010300412110000016927.